# Kompetencja (biologia)
Kompetencja w biologii:
1. zdolność reagowania zespołów komórek na bodziec morfogenetyczny, a tym samym występowanie komórek na określona drogę różnicowania.
2. zdolność komórek bakteryjnych do ulegania transformacji.